# 大鼻杓蛤
大鼻杓蛤（学名：Cuspidaria nasuta）为杓蛤科杓蛤屬下的一个种。